# Система комерційних обмінів викидами
Система комерційних обмінів викидами — торгівля дозволами на викиди, торгівля дозволами на викид (скидання) забруднюючих довкілля речовин — зазвичай відноситься до боротьби з забрудненнями двоокису сірки і враховує багато аспектів. Основна мета цієї діяльності полягає в тому, щоб частково передати прийняття рішень про проектування та розміщення природоочисного обладнання від владних структур до підприємств. Важливою перевагою торгівлі дозволами в порівнянні з прямим нормативним регламентуванням є те, що вона дозволяє безперервне економічне зростання в забруднених регіонах і не призводить до зростання рівня забруднення в цілому. Така торгівля застосовується головним чином в галузі повітряного і менше водного забруднення з економічних причин. Вона призначена не на покращення якості атмосферного повітря, а на підтримку екологічної обстановки в регіоні, дозволяючи економічне зростання в «забруднених» районах. Існують різні різновиди комерційних обмінів.

## Ресурси Інтернету
- Еколого-економічний словник
- Економічна цінність природи
- Концепция общей экономической ценности природных благ
- Традиционные и косвенные методы оценки природных ресурсов